# Wystawa starożytności i zabytków sztuki w Krakowie

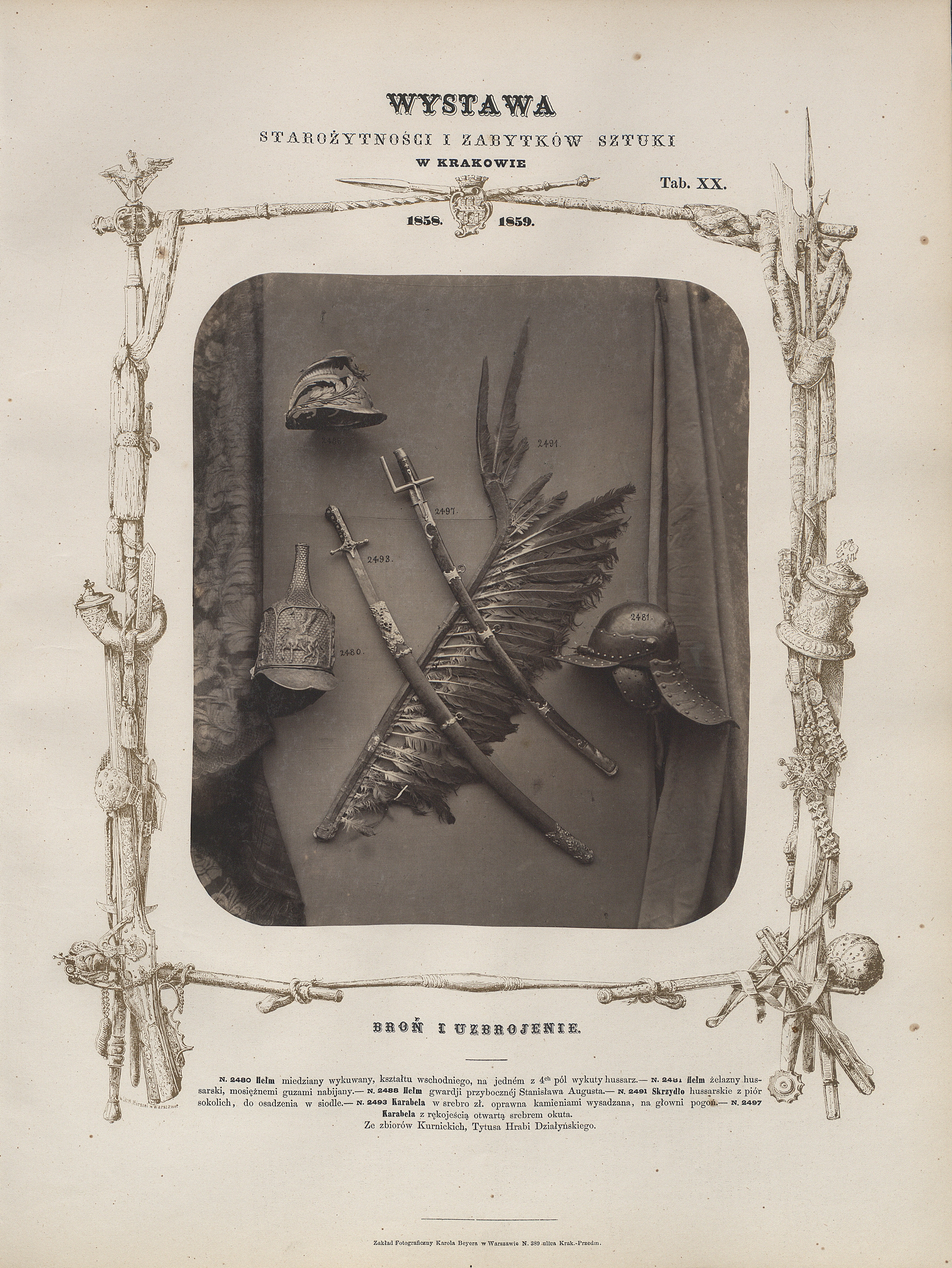
Karta z Albumu fotograficznego wystawy starożytności i zabytków sztuki z fotografią Karola Beyera przedstawiającą broń i uzbrojenie ze zbiorów Tytusa Działyńskiego

Wystawa starożytności i zabytków sztuki w Krakowie – wystawa obiektów o charakterze archeologicznym, historycznym i artystycznym, która odbyła się w Pałacu Lubomirskich przy ul. św. Jana w Krakowie na przełomie 1858 i 1859 r.
Wystawa została zorganizowana przez Towarzystwo Naukowe pod wpływem podobnego wydarzenia, które miało miejsce w 1856 r. w Warszawie. W skład komisji organizującej krakowską wystawę wchodzili: Antoni Helcel, Karol Kremer, Józef Łepkowski, Piotr Stanisław Moszyński, Franciszek Paszkowski, Paweł Popiel i Karol Rogawski. Na wystawie prezentowano obiekty pochodzące ze zbiorów osób prywatnych (m.in. Władysława Czartoryskiego, Jerzego Lubomirskiego, Adama Sapiehy), klasztorów, kościołów, cechów, magistratów i innych organizacji, wypożyczone przez ich właścicieli w odpowiedzi na ogłoszenia prasowe, które wzywały wszystkich zainteresowanych do użyczenia swoich kolekcji.
Wystawa została otwarta 11 września 1858 r. Ekspozycja początkowo składała się z trzech sal; w trakcie trwania wystawy udostępniona została również czwarta sala, w której prezentowane były obiekty nadesłane przez Tytusa Działyńskiego, a następnie piąta i szósta z kolejnymi sukcesywnie dosyłanymi eksponatami. Prezentowane były rozmaite obiekty, takie jak przedmioty znalezione podczas wykopalisk, pamiątki, meble, obrazy, rękopisy, uzbrojenie, klejnoty, narzędzia astronomiczne itp., a wśród nich posąg Światowida, namiot turecki spod Wiednia, fajka ks. Józefa Poniatowskiego, zegar króla Stanisława Leszczyńskiego.
Wystawa przyciągała licznych zwiedzających, a wśród nich uczonych i artystów (zwiedził ją np. Józef Ignacy Kraszewski), a duża frekwencja skłoniła organizatorów do przedłużenia wystawy. Jej zamknięcie, początkowo przewidywane na grudzień, ostatecznie nastąpiło 8 stycznia 1859 r. Dochód z biletów przeznaczony był na odbudowę kościoła dominikanów, budowę gmachu Towarzystwa Naukowego i wzbogacenie jego zbiorów.
Eksponaty zaprezentowane na wystawie sfotografował warszawski fotograf i numizmatyk, Karol Beyer, współorganizator warszawskiej wystawy z 1856 r. i autor zdjęć przedstawiających pokazane na niej obiekty, wydanych jako Album de l'exposition des objets d’art et d'antiquité (Varsovie 1856). Zdjęcia Beyera z wystawy w Krakowie zebrane zostały w albumie zatytułowanym Album fotograficzne wystawy starożytności i zabytków sztuki urządzonej przez c.k. Towarzystwo Naukowe w Krakowie 1858 i 1859 r. (Warszawa 1859), zawierającym 75 kart z naklejonymi odbitkami i litografowanymi obramieniami wykonanymi przez H. Hirszela według rysunków Wojciecha Gersona. Ponadto Henryk Walter wykonał rysunki czterech sal wystawowych, wydane później w formie litografii w tece Wystawa starożytności polskich w Krakowie w Pałacu XX Lubomirskich w r. 1858. Wystawie towarzyszył napisany przez Lucjana Siemieńskiego Przegląd wystawy starożytności i zabytków sztuki urządzonej w Krakowie przez Komisyą delegowaną z oddziału archeologii i sztuk pięknych w c. k. Tow. Nauk. krakowskiem (Kraków 1858).